# Дубин, Арсений Семёнович
Арсе́ний Семёнович Ду́бин (родился 16 мая 1928 года, Москва, РСФСР, СССР — умер 15 октября 2019 года, Санкт-Петербург, РФ) — петербургский краевед.

## Биография
Родился в Москве 16 мая 1928 года в семье Семёна Владимировича Дубина (1885—1967); мать — Розалия Савельевна, урождённая Гомберг (1889—1950). Старшая сестра, Лидия Семёновна Сорская (1920—2015), родилась ещё в Москве, до переезда родителей в Москву.
В детстве посещал немецкую  детскую группу фрау Биркенфельд, затем учился в нескольких московских школах. В эвакуации два года находился с отцом в Омской области, вернувшись в Москву в конце 1943 года. 
В 1945 году он не смог поступить на географический факультет МГУ и подал документы в Московский историко-архивный институт, после окончания которого в 1949 году в течение шести лет работал в Сыктывкарском республиканском архиве; написал историю государственных учреждений республики Коми. В Сыктывкаре женился на Наталье Григорьевне Гиршович, мать которой жила в Ленинграде. 
В начале 1956 года вместе со своей семьёй переехал в Ленинград. Работал в Государственном архиве Октябрьской революции и социалистического строительства (Государственный центральный архив литературы и искусства Санкт-Петербурга), где подготовил диссертацию «Трудящиеся лёгкой промышленности Ленинграда в борьбе за выполнение плана 4-й пятилетки» (Ленинград, 1972. — 324 с.), которую защитил на историческом факультете ЛГУ в 1973 году. Несколько лет преподавал на историческом факультете университета.
В 1977 году перешёл в ЦГА ВМФ, где трудился до ухода на пенсию в 1993 году.
Жил с супругой на углу улицы Достоевского и Свечного переулка, в доме № 24/9. В 1980-х годах начал водить экскурсии по улицам Ленинграда (Петербурга).
Составил девятитомный справочник «История административно-территориального деления Ленинградской области с 1917 года до последних лет», который стал называться «Справочником Дубина». Также ему принадлежат краеведческие работы:
- Особняк Варгунина / А. С. Дубин, Б. М. Кириков. — Санкт-Петербург : Белое и черное, 1997. — 158, [2] с. : ил. — (Дворцы и особняки Санкт-Петербурга).
- Моховая улица / Л. И. Бройтман, А. С. Дубин. — СПб. : КультИнформПресс, 2001. — 238, [1] с. : ил., портр. — (Мой Петербург). — ISBN 5-8392-0195-2.
  - М.: Центрполиграф; СПб.: МиМ-Дельта, 2004 (Вологда: ООО ПФ Полиграфист). — 344, [2] с. : ил., портр. — ISBN 5-9524-1031-6.
- Улица Чайковского / Ларисса Бройтман, Арсений Дубин. — М.: Центрполиграф; СПб.: МиМ-Дельта, 2003 (ОАО Можайский полигр. комб.). — 551, [2] с. : ил., портр. — ISBN 5-9524-0514-2 (ЗАО «Центрполиграф»)
- Улица Восстания / Ларисса Бройтман, Арсений Дубин. — Москва : Центрполиграф ; Санкт-Петербург : МиМ-Дельта, 2005. — 349, [1] с. : ил., портр. — ISBN 5-9524-1695-0.
- Фурштатская улица. — М. : Центрполиграф; СПб.: МиМ-Дельта, 2005. — 429, [1] с. : ил., портр. — ISBN 5-9524-1795-7.
- Улица Рылеева. — М. : Центрполиграф; СПб.: МиМ-Дельта, 2008. — 300, [1] с. : ил., портр. — ISBN 978-5-9524-3555.
- Улица Маяковского. — Москва ; Санкт-Петербург : Центрполиграф ; 2008. — 302, [1] с. : ил., портр. — ISBN 978-5-9524-3676-3.
- По петербургским адресам. — Санкт-Петербург : Изд-во ДНК, 2008. — 287 с. : ил., портр. — ISBN 978-5-901562-82-6.
- Генеалогия дворянских и купеческих родов / А. С. Дубин. — Санкт-Петербург : Изд-во ДНК, 2009. — 311 с. : ил., портр. — ISBN 978-5-901562-99-4.
- Коломенская улица: [исторический очерк]. — Санкт-Петербург : Алетейя, 2011. — 311, [1] с. : ил., портр. — ISBN 978-5-91419-450-2.
- Улица Жуковского. — Санкт-Петербург : Алетейя, 2012. — 357 с. : ил., портр. — (Историческая книга). — ISBN 978-5-91419-608-7.
- Улица Льва Гумилева. — Санкт-Петербург : Алетейя, 2014. — 311, [1] с. : ил., портр. — ISBN 978-5-91419-775-6.

В 2015 году передал свой архив в Центральный государственный архив Санкт-Петербурга. 
Умер 15 октября 2019 года.